# El Duelo (álbum)
El Duelo es el primer disco de estudio oficial de la banda de heavy metal argentina Vago, lanzado en 1991 por Música & Marketing. 

## Detalles
Cabe destacar que anteriormente habían lanzado el demo cassette La Leyenda del Caminante, tomando este disco en cuenta, El Duelo vendría a ser su segunda producción. 
Es también la última producción en contar con Richie Siebenberg en guitarras. 
Se difundió un videoclip del tema que da nombre al disco para promocionar el mismo.
Este álbum se grabo en los Estudios CAB, propiedad del cantante Carlos Bisso, y se editó en su momento solo en cassette y LP.
En 2004 apareció en CD remasterizado a través de la discográfica independiente We Bite!

## Lista de temas
1. Rompiendo el Muro
2. Casa de Locos
3. Sucio y Desprolijo (cover de Pappo's Blues)
4. Espera Interminable
5. En la Mira
6. El Duelo
7. La Isla
8. No Podrás Detenerme
9. Espejismos
10. Cazador

## Músicos
- Norberto Rodríguez - Voz, Bajo
- Richie Siebenberg - Guitarra
- Fabián Spataro - Batería